# شونسوکه شیما
شونسوکه شیما (انگلیسی: Shunsuke Shima; ۲۱ ژانویهٔ ۱۹۳۲ – ۱۱ نوامبر ۲۰۰۳) صداپیشگی در ژاپن، و بازیگر اهل ژاپن بود.